# Helena Gleichen
Pour les articles homonymes, voir Gleichen.
Helena Emily Gleichen (1er février 1873 à Londres, Angleterre - 28 janvier 1947) est une peintre britannique de paysages, de fleurs et d'animaux, avec une passion particulière pour les chevaux.

## Biographie
Son frère, Lord Edward Gleichen (1863–1937), un soldat professionnel, écrit plusieurs livres. Sa sœur, Lady Feodora Gleichen (1861–1922) est sculptrice. Ils sont les enfants du comte Victor Gleichen alias Victor de Hohenlohe-Langenbourg, un demi-neveu de la reine Victoria et lui-même sculpteur et officier de marine, et de son épouse morganatique Laura Williamina Seymour, fille de l'amiral Sir George Seymour .
Le 15 décembre 1885, la circulaire de la Cour annonce la permission de la reine à la mère d'Helena de partager le rang de son père à la cour de St James, et désormais ils sont connus sous le titre de Son Altesse Sérénissime prince et princesse Victor de Hohenlohe-Langenbourg. Mais la reine n'a pas accordé ce privilège à leurs enfants, bien qu'elle ait confirmé l'utilisation de leur titre allemand en tant que comte et comtesse. Le 12 juin 1913, Helena et ses sœurs, les comtesses Feodora et Valda Gleichen, obtiennent la préséance devant les filles des ducs de la pairie d'Angleterre.
Elle aide avec des illustrations pour l'expédition Younghusband au Tibet en 1904. Pendant la Première Guerre mondiale, elle abandonne ses titres allemands, acceptant la rétrogradation par le roi au rang de fille d'un marquis et dirige la 4e Unité radiographique de la Croix-Rouge britannique stationnée dans la Villa Zucco à Cormons, en Italie. Elle reçoit ensuite la Médaille de bronze de la vaillance militaire et est investie en tant que dame de grâce de l'ordre de Saint-Jean de Jérusalem et en tant que membre de l'Ordre de l'Empire britannique en 1920. Elle est membre de la Society of Antiquaries of London.
Elle travaille dans l'ancien studio de son père dans le Palais Saint James en face de Friary Court. La maison familiale est un domaine de randonnée Hellens Manor à Much Marcle dans le Herefordshire, utilisé pendant la Seconde Guerre mondiale par la Tate pour le stockage en toute sécurité des œuvres d'art. Gleichen organise son personnel de la propriété d'environ 80 personnes en garde à domicile local pendant la Seconde Guerre mondiale .
Elle est décédée en 1947, trois jours avant son 74e anniversaire. Ses mémoires, Contacts and Contrasts, sont publiées en 1940. Une plaque commémorative pour elle et ses frères et sœurs est située à Golders Green.